# David Richards
Dave Richards (n. en 1952) es un militar británico. Fue comandante de la ISAF en Afganistán en 2006 y se desempeñó como el Jefe del Estado Mayor de Defensa del Reino Unido.

## Biografía

### Formación precedente a la comandancia en Afganistán
Fue comisionado en la Artillería Real en 1971, antes de estudiar relaciones internacionales en el University College de Cardiff graduándose en 1974. Durante los próximos nueve años estuvo en servicio en el Lejano Oriente, Alemania y el Reino Unido, entre ellos cuatro giras en Irlanda del Norte. Asistió a la Escuela Superior del Personal, Camberley en 1984 y más tarde fue ascendido al rango de teniente coronel.
En 1994 fue ascendido y nombrado coronel del Ejército en los planes del Ministerio de Defensa, responsable de la forma y el tamaño del Ejército. Ascendido a General de Brigada comando a las fuerzas británicas en Timor Oriental en 1999 y Sierra Leona en 2000, su misión en Sierra Leona - durante el cual persuadió al entonces primer ministro británico Tony Blair y al secretario de Relaciones Exteriores Robin Cook para que le permitiesen regresar y ejecutar una intervención más grande en la cual le concedieron una Orden de Servicios Distinguidos (DSO) por su liderazgo y "valor moral". 
También se convirtió en un CBE de la operación cuando estuvo al mando en Timor Oriental.
y después de asistir al Comando Superior, se convirtió en Comandante de la 4 ª Brigada Blindada en Alemania. En 1998 fue destinado al Cuartel General Conjunto Permanente como Jefe de la Fuerza Conjunta de Operaciones.

### Comandante en la guerra de Afganistán de 2001

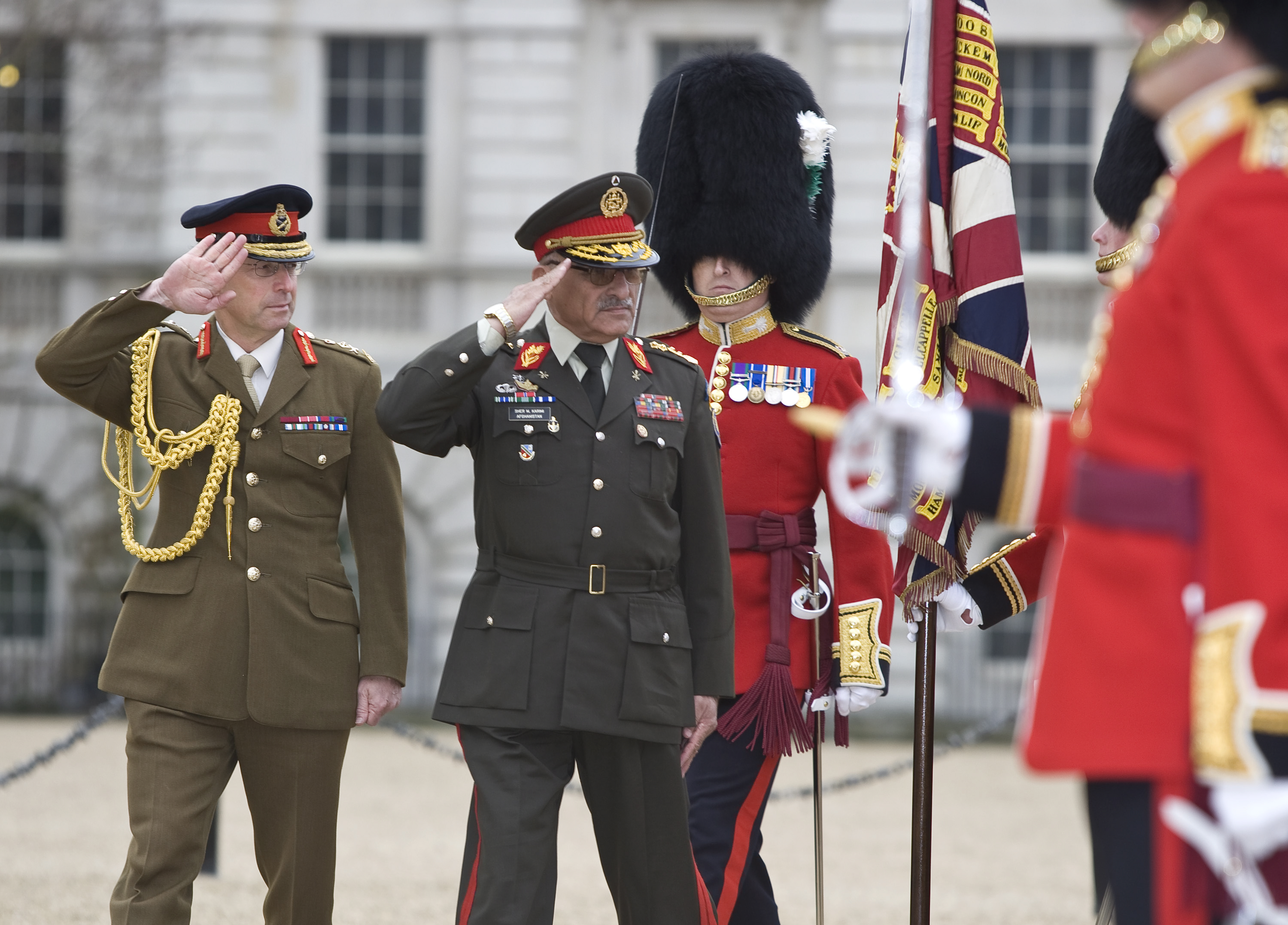
Richards y el general afgano Sher Mohammad Karimi en una visita en Londres en 2011.

Richards fue nombrado como Comandante Aliado del Cuerpo de Reacción Rápida en enero de 2005, en el que el papel que desempeñó fue de Comandante de 37.000 efectivos de Estabilización de la Fuerza Internacional de Asistencia para la Seguridad en Afganistán (ISAF) entre mayo de 2006 y febrero de 2007.  Su ascenso de General de División a General se produjo durante su estadía en Afganistán. Fue elegido para el papel de "comandante en jefe" de las fuerzas británicas de la tierra en febrero de 2008 y su período de servicio le valió el título de Caballero. Él comandó 35.000 soldados de 37 naciones en la Fuerza Internacional de Asistencia para la Seguridad (Isaf) en Afganistán entre mayo de 2006 y febrero de 2007, y fue el primer extranjero desde la Segunda Guerra Mundial para mandar las fuerzas de EE. UU.

### Jefe del Estado Mayor del Reino Unido
El general David Richards fue nombrado por el primer ministro británico, David Cameron, nuevo jefe del Estado Mayor de la Defensa del Reino Unido, según informó el Gobierno.
El General Richards, de 57 años, que ha hecho su carrera en el Ejército de Tierra, relevó en el cargo al Mariscal del Aire Jock Stirrup pero luego fue reemplazado por el Nick Houghton,[cita requerida] dejando así su cargo.

### Operación Ellamy
En su cargo de jefe de Estado Mayor de las fuerzas armadas británicas, Richards ha manifestado que la OTAN debe atacar las infraestructura militares de las fuerzas libias, es decir aumentar sus objetivos para lograr la victoria definitiva y expresó además que actualmente si Gaddafi es alcanzado por alguna ofensiva de las fuerzas de la alianza atlántica, estaría dentro de los límites de la Resolución 1973 de las Naciones Unidas.